# Burnside Rules
Die Burnside Rules waren ein Regelwerk, mit dem sich Canadian Football von Rugby Union entfernte und zum heutigen Gridiron-Spiel weiterentwickelte. Benannt sind sie nach John Thrift Meldrum Burnside, dem Kapitän der Footballmannschaft der University of Toronto, der sie 1901 erstmals vorstellte. Weite Verbreitung fanden sie ab 1903, als sie von der Ontario Rugby Football Union für verbindlich erklärt wurden. Die Regeln bewirkten weitreichende Veränderungen in der Art und Weise, wie Football gespielt wurde und beinhalteten folgende Merkmale:
- die Reduzierung von 15 auf 12 Spieler pro Mannschaft;
- die Reduzierung von 8 auf 6 Mann an der Line of Scrimmage, wenn der Ball ins Spiel gebracht wird;
- das „Snap-Back“-System, bei dem der Ball von einer statischen Line of Scrimmage durch den Center nach hinten gespielt wird;
- eine Vorschrift, nach der eine Mannschaft in drei aufeinanderfolgenden Downs zehn Yards zurücklegen muss oder den Ballbesitz verliert.

Die Burnside Rules ähnelten zwar den damals bereits geltenden Regeln für American Football, die in den 1880er Jahren von Walter Camp entwickelt worden waren, doch wiesen sie auch Unterschiede auf und entwickelten sich später von diesen getrennt weiter.